# 日鎮
日鎮（にっちん、文明元年（1469年） - 大永7年6月24日（1527年7月22日））は、日蓮正宗総本山大石寺第12世法主。
俗に稚児貫首と称される。出生は皇室の出身とされ、大石寺の総門である黒門（黒木の門）は、この法主の時代に完成。

## 略歴
- 文明元年（1469年）、下野国に誕生。
- 文明14年（1482年）9月7日、9世日有より法の付嘱を受け、12世日鎮として14歳で登座。
- 文明14年（1482年）9月29日、9世日有死去。
- 長享2年（1488年）12月7日、三位阿日芸に本尊を授与す。
- 延徳2年（1490年）6月29日、書を三位阿日芸におくる。
- 明応3年（1494年）10月19日、富士を発し東国に下向す。
- 永正5年（1508年）6月4日、大石記を写す。
- 大永2年（1522年）9月17日、大石寺に御影堂・総門（黒門）等を建立する。
- 大永5年（1525年）8月4日、土佐大乗坊において説法。
- 大永6年（1526年）9月5日、良王童を付弟となす。
- 大永7年（1527年）6月24日、59歳で死去した。

| 先代 日底 | 大石寺住職一覧 | 次代 日院 |